# Stemona squamigera
Stemona squamigera là một loài thực vật có hoa trong họ Stemonaceae. Loài này được Gagnep. miêu tả khoa học đầu tiên năm 1934.